# Berry Gordy
Berry Gordy III znany jako Berry Gordy Jr. (ur. 28 listopada 1929) – amerykański producent muzyczny, założyciel wytwórni Motown Records oraz Tamla Records. 
Ojciec Rockwella (piosenkarza, wykonawcy muzyki R&B) oraz Redfoo – rapera, założyciela i członka zespołu LMFAO.

## Wyróżnienia
W 1988 roku Gordy został wprowadzony do Rock and Roll Hall of Fame.
Posiada swoją gwiazdę na Hollywoodzkiej Alei Gwiazd.